# Büscheich-Niedereich
Büscheich mit seinem Ortsteil Niedereich ist ein Stadtteil und Ortsbezirk der Stadt Gerolstein in der gleichnamigen Verbandsgemeinde im Landkreis Vulkaneifel von Rheinland-Pfalz.

## Geographie
Umgeben von Wald, liegt Büscheich circa fünf Kilometer vom Stadtzentrum entfernt am Fuße des 617 Meter hohen Dietzenley. Der Ortsteil Niedereich befindet sich etwa 600 Meter entfernt in südwestlicher Richtung.
Nachbargemeinden sind die Kernstadt Gerolstein im Norden, Neroth im Osten, der nahe Gerolsteiner Stadtteil Gees und das etwa sieben Kilometer entfernte Salm im Süden, sowie Birresborn im Südwesten.

## Geschichte
Die älteste schriftliche Erwähnung stammt aus dem Jahre 1352. Niedereich wurde erstmals im Jahre 1398 erwähnt.
Im Jahr 1501 gehörte der Erbhof Eich (Niedereich) zur Grafschaft Gerolstein. Am 13. Mai 1661 wurde der Erbhof Eich in Nieder- und Obereich geteilt.
Als im 18. Jahrhundert die Franzosen die Eifel besetzten, verloren die Grafen alle Besitztümer.
Nach der Vertreibung der Franzosen wurde die Eifel preußisch. Im Jahr 1815 wurde von der preußischen Regierung die Ortschaft Obereich in Büscheich umbenannt.
Nach dem Ersten Weltkrieg gehörte das gesamte Gebiet zum französischen Teil der Alliierten Rheinlandbesetzung. Nach dem Zweiten Weltkrieg wurde Büscheich innerhalb der französischen Besatzungszone Teil des damals neu gebildeten Landes Rheinland-Pfalz.
Am 1. Dezember 1973 wurde die bis dahin eigenständige Ortsgemeinde Büscheich mit zu diesem Zeitpunkt 450 Einwohnern nach Gerolstein eingemeindet.

## Politik
Büscheich ist gemäß Hauptsatzung einer von neun Ortsbezirken der Stadt Gerolstein. Er umfasst das Gebiet der ehemaligen Gemeinde Büscheich, also  auch Niedereich. Der Ortsbezirk wird politisch von einem Ortsbeirat und einem Ortsvorsteher vertreten.
Der Ortsbeirat besteht aus drei Mitgliedern, die bei der Kommunalwahl am 9. Juni 2024 in einer Mehrheitswahl gewählt wurden, und dem ehrenamtlichen Ortsvorsteher als Vorsitzendem.
Tobias Rau wurde am 29. Juni 2019 Ortsvorsteher von Büscheich. Da bei der Direktwahl am 26. Mai 2019 kein Wahlvorschlag eingereicht wurde, oblag die Neuwahl dem Ortsbeirat, der sich einstimmig für Rau entschied. Bei der Direktwahl am 9. Juni 2024 wurde Tobias Rau als einziger Bewerber mit 85,8 % für weitere fünf Jahre in seinem Amt bestätigt.
Raus Vorgänger Oswald Weber hatte das Amt seit 1994 ausgeübt, war aber 2019 nicht erneut angetreten.

## Kultur und Sehenswürdigkeiten

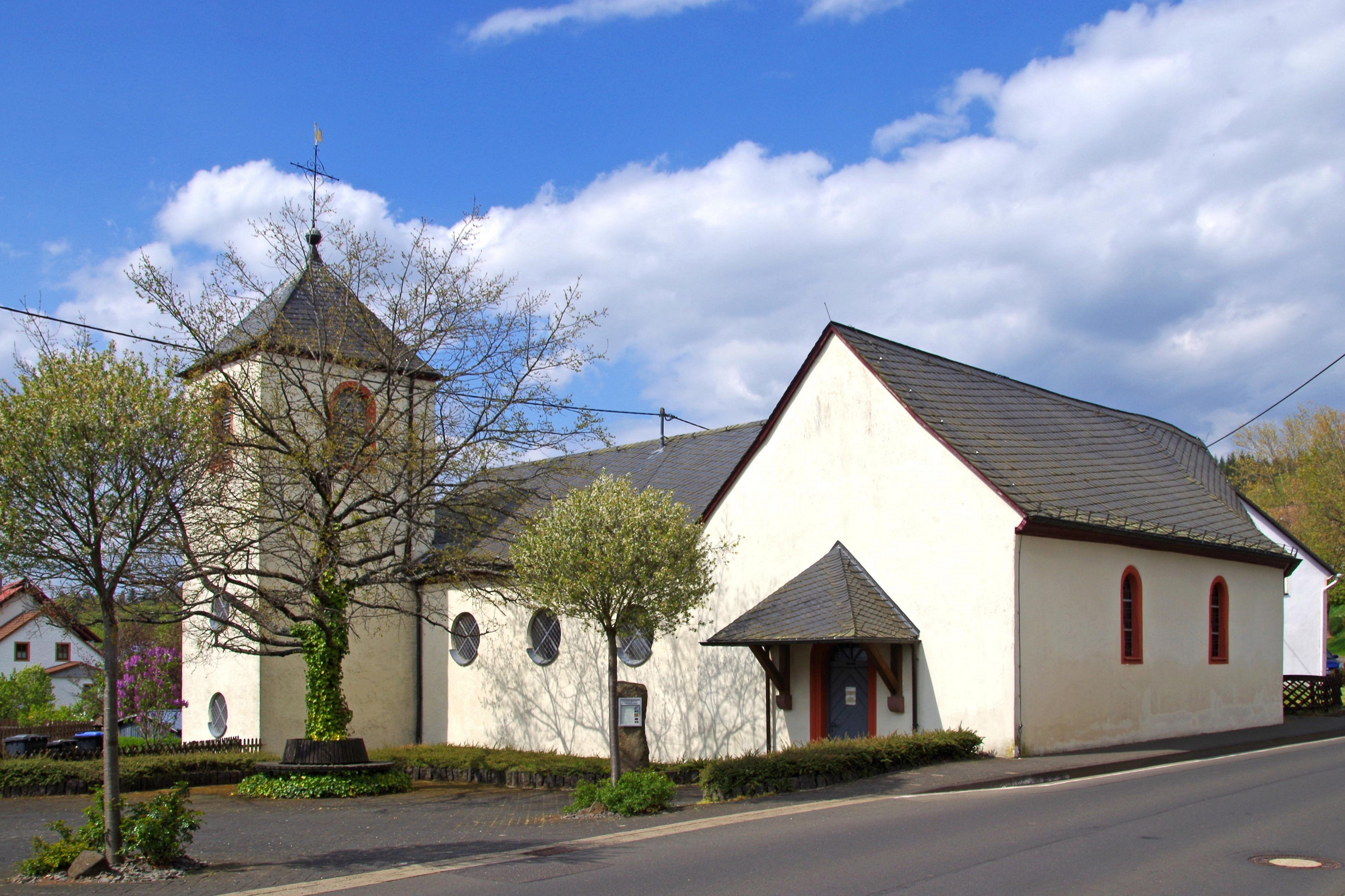
St. Johannes Baptist, Südost-Ansicht

In der Denkmalliste des Landes Rheinland-Pfalz (Stand: 2020) sind folgende Kulturdenkmäler genannt:
- Katholische Filialkirche St. Johannes Baptista, Saalbau (angeblich 1670, später erweitert), Büscheicher Straße
- Ehemalige Schule, eingeschossiger Putzbau (angeblich 1906), Niedereicher Straße 6
- Drei Wohnhäuser aus dem 18. und 19. Jahrhundert
- Davidskreuz, barockes Schaftkreuz (bezeichnet 1764), nordwestlich des Ortes im Wald

## Wirtschaft und Infrastruktur
Durch Büscheich verläuft die Landesstraße 29, die in nördlicher Richtung zur Kernstadt Gerolstein, in südlicher nach Salm führt. Kurz vor der Gemarkungsgrenze zweigt von ihr die K 29 nach Michelbach und Birresborn ab.